# Письма убийцы (фильм)
Письма убийцы (англ. Letters from a Killer) — британо-американская криминальная драма в жанрах триллер, драма и детектив.

## Сюжет
Обитатель камеры смертников Рэйс Дарнелл затеял опасную игру, вступив в откровенную переписку с четырьмя женщинами и признавшись каждой из них в любви. Однажды письма перепутали, и одна из девушек узнала об обмане. В ярости она угрожает Дарнеллу смертью. За решёткой это не волнует Рэйса, но по иронии судьбы он оказывается на свободе и узнаёт, что теперь его обвиняют в ещё более зверских преступлениях и по всей стране расставлены ловушки. Рэйс вынужден заняться поисками неизвестной мстительницы, поклявшейся привести в исполнение смертный приговор, от которого ему уже однажды удалось спастись.

## В ролях
- Патрик Суэйзи — Рейс Дарнел
- Ким Майерс — Глория Стивенс
- Тина Лиффорд — Элизабет
- Джия Каридес — Лита
- Оливия Бирклунд — Стефани

## Съёмочная группа
Продюсеры: Бертил Олссон, Питер Снелл, Николас Хикс-Бич. 
Сценаристы: Николас Хикс-Бич, Шелли Миллер, Джон Фостер.
Оператор: Джон А. Алонсо.
Композитор: Деннис Маккарти.
Художники: Стивен Дж. Лайнуивер (постановщик), Клэйтон Хартли, Лин Паоло (по костюмам), Марвин Марч (по декорациям).
Монтажёр: Лэнс Лакки.

## Интересные факты
- Во время съемок 9 мая 1997 года Патрик Суэйзи сломал обе ноги и порвал четыре сухожилия в плече, когда лошадь сбросила его в дерево.